# Songül Öden
Songül Öden (17. veljače 1979. – Diyarbakır, Turska) turska je filmska, kazališna i televizijska glumica.

## Biografija
Iako je rođena u Diyarbakiru, Songül je djetinjstvo provela u Ankari. Diplomirala je na Turskoj akademiji dramskih umjetnosti. U prijevodu njeno ime je i naziv vrste ružinog cvijeta tako da je vrlo brzo postala poznata pod nadimkom Ruža Turske. 
U Turskoj je poznata i po brojnim kazališnim ulogama. Njena karijera započinje 2001. kada je ostvarila ulogu u televizijskoj seriji Vasiyet. Osim u serijama, pojavljuje se i u filmovima, pa tako u Acı Ask glumi u društvu poznatih turskih glumaca kao što su: Halit Ergenç, Cansu Dere i Ezgi Asaroglu. 

## Filmografija
| Godina | Naslov        | Uloga        | Vrsta               |
| ------ | ------------- | ------------ | ------------------- |
| 2011.  | 72. Koğuş     | Meryem       | film                |
| 2010.  | Mükemmel Çift | Ayça Basaran | televizijska serija |
| 2009.  | Gorka ljubav  | Ayşe Derbent | film                |
| 2008.  | Vazgeç Gönlüm | Ezra         | televizijska serija |
| 2007.  | Sınır         | Didem        | kratki film         |
| 2005.  | Gümüş         | Gümüş Doğan  | televizijska serija |
| 2003.  | Havada Bulut  | Ayse         | televizijska serija |
| 2001.  | Vasiyet       | -            | televizijska serija |